# Tomas Wehtje
Tomas Walter Wehtje, född 1 september 1931 i Stockholm, död 4 september 2018, var en svensk företagsledare.
Wehtje, som var son till direktör Walter Wehtje och Gurli Bergström, avlade sjöofficersexamen (reserv) 1952 och blev Master of Business Administration vid Harvard Business School 1955. Han var produktionschef vid Atlas Copco France SA i Paris 1956–1958, Atlas Copco Deutschland GmbH i Essen 1958–1960, Atlas Copco Italia SPA i Milano 1960–1963, verkställande direktör för Atlas Copco (NZ) Ltd i Wellington 1963–1966 och Atlas Copco GmbH i Wien 1966–1970. Han anställdes av Svenska Amerika Linien 1970 och blev vice verkställande direktör där 1972. År 1980 utsågs han av Sveriges exportråd till handelssekreterare i New York.